# Metímna

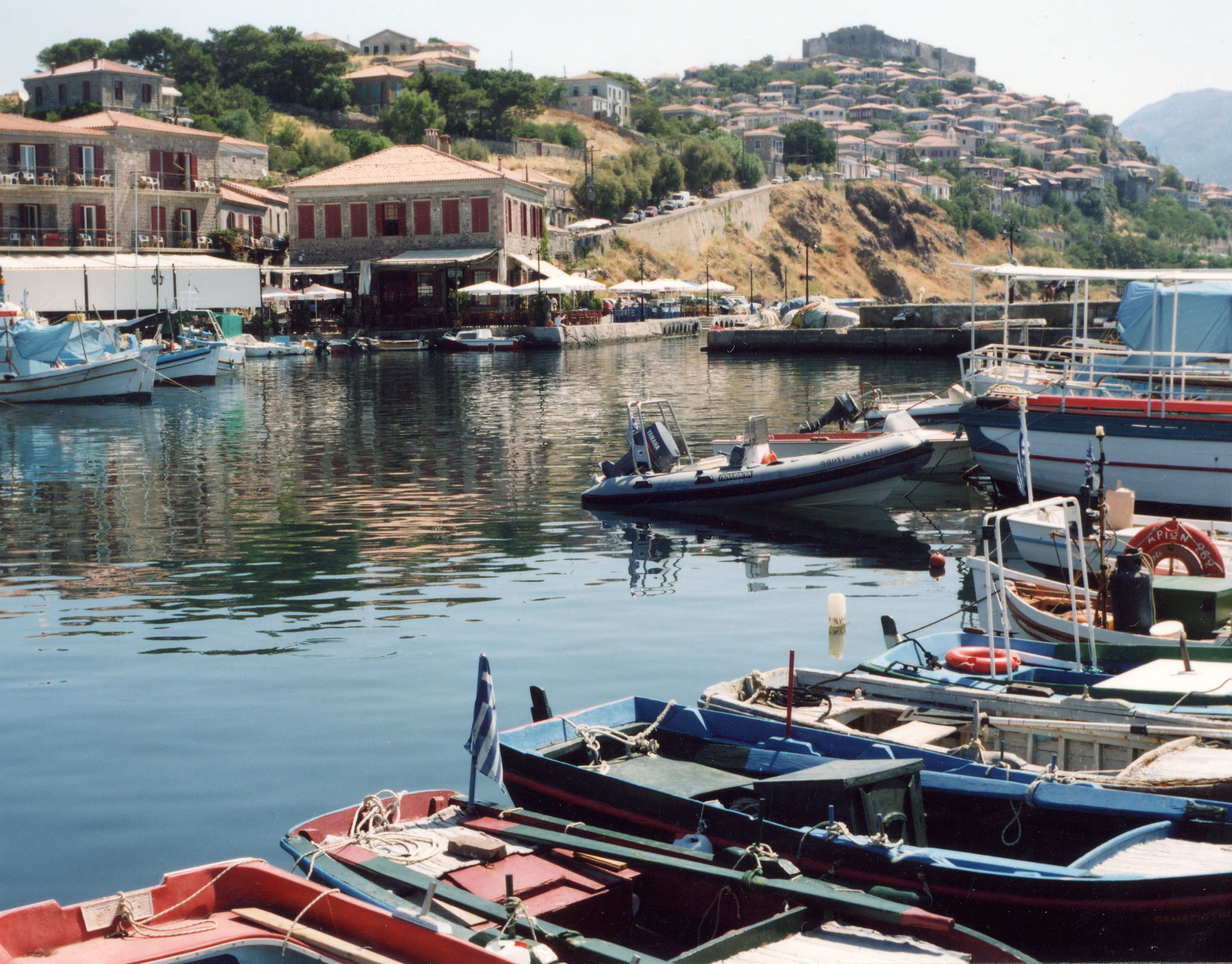
Metímna vista do porto

Metimna ou Mitímna (em grego: Μήθυμνα; romaniz.: Mí̱thymna), por vezes chamada Mólivos (em grego: Μόλυβος; romaniz.: Mólyvos) é uma aldeia grega localizada na costa norte da ilha de Lesbos, a cerca de 60 km de Mitilene, a principal cidade da ilha. De acordo com o censo de 2001 tinha 1 667 habitantes e constituía uma municipalidade de mesmo nome, que englobava 3 aldeias circundantes (Árgeno, Lepetímno e Sicamineia) que compunha 2 433 habitantes, mas desde a reforma do plano Kallikratis, a vila perdeu seu estatuto de municipalidade e passou a formar uma unidade municipal de Lesbos.

## História
Como Metímna, a cidade foi certa vez a segunda cidade mais próspera de Lesbos, com um mito fundador que identifica uma epônima Metímna, a filha de Macareu e esposa da personificação de Lesbos.

### Período Arcaico
Muito pouco se sabe sobre Metímna no Período Arcaico. A história de Árion e o golfinho, que envolve o tirano coríntio Periandro e que pode ser evidentemente datada da virada do século VII a.C., sugere que Metímna já era uma cidade proeminente com amplos contatos através do mundo grego da época. Heródoto nos diz que, em algum momento no Período Arcaico, Metímna escravizou a cidade de Arisba, em Lesbos: isto teria aumentado consideravelmente o território de Metímna, bem como teria dado a ela acesso à terra fértil em torno do golfo de Caloni. De acordo com Mirsilo de Metímna, um historiador da primeira metade do século III a.C., Metímna teria fundado a cidade de Assos, na costa da Ásia Menor. O historiador do século V a.C. Helânico de Mitilene, contudo, afirma que Assos foi uma fundação eólia, mas não especifica uma cidade particular como sua fundadora. Isso levou a alguns historiadores modernos a duvidar de Mirsilo e a considerar que isto é um exemplo da "manipulação metimnana do passado", embora isso possa ser igualmente verdadeiro para Helânico.

### Período Clássico
Metímna teve uma longa rivalidade com Mitilene, e durante a Guerra do Peloponeso ficou do lado de Atenas na revolta mitilênia de 428 a.C. quando todas as outras cidades de Lesbos se uniram a Mitilene. Quando os atenienses debelaram a revolta no ano seguinte, somente Metímna foi poupada de ter seu território transformado numa clerúquia. Após 427 a.C., Metímna e Quios foram os únicos membros da Liga de Delos a permanecer autônomas e isentas de tributo, indicando a posição privilegiada que Metímna manteve dentro do Império Ateniense. Metímna foi brevemente capturada pelos espartanos no verão de 412 a.C., antes de rapidamente ser retomada pelos atenienses: na descrição do episódio, o historiador Tucídides indica que os metimnanos estavam mais inclinados a Atenas do que Esparta. Isto foi também o caso em 411 a.C., quando um grupo de metimnanos que estavam em exílio em Cime, na Eólia, tentou retornar para Metímna a força, mas foram repelidos pela população. Quando o comandante espartano Calicrátidas sitiou Metímna em 406 a.C., a cidade permaneceu leal a sua guarnição ateniense e resistiu até ser atraiçoada por vários traidores.
O conhecimento sobre a história de Metímna no século IV é limitado, mas sua proeminência como uma pólis é firmemente atestada na cunhagem de bronze e prata da cidade. Até pelo menos os anos 340 a.C., o tirano Cleômis expulsou os democratas e permaneceu no poder pela década seguinte. Não se sabe o que aconteceu com Cleômis depois disso, embora é provável que foi expulso quando a ilha caiu em 336 a.C. para Parmênio e Átalo, os generais de Filipe II. A história política dos quatro anos seguintes é mal atestada: sabe-se que Lesbos mudou de mãos várias vezes entre as forças macedônicas de Alexandre, o Grande e as forças persas de Mêmnon de Rodes, que Mêmnon capturou Metímna em 323 a.C. e que quando o general de Alexandre, Hegéloco, recapturou Metímna em 332 a.C., seu tirano foi Aristônico e não Cleômis. Contudo, não está claro se Aristônico foi feito tirano quando os persas recapturaram Metímna em 335 a.C., ou se Cleômis foi reinstalado e Aristônico foi feito tirano apenas em 333 a.C.. Qualquer que seja o caso, em 332 a.C. Alexandre deu Aristônico para a recém-restaurada democracia metimnana, e ele foi considerado culpado e condenado à morte por tortura.

### Período Helenístico
Em c. 295 a.C., Metímna cunhou dracmas para o rei Lisímaco (r. 306–281 a.C.), indicando que a cidade fez parte de seu reino neste momento. Contudo, pelos anos 250 a.C. ou mais tarde, Metímna caiu sob a influência do Reino Ptolemaico. Durante este período, um festival em honra dos ptolemeus, a Ptolemaia, foi instituído, e documentos públicos produzidos pela cidade foram datados dos anos dos ptolemeus. O culto de Serápis, um culto egípcio frequentado pelos ptolemeus, foi provavelmente introduzido em Metímna neste momento, e permaneceu uma parte importante da vida da cidade por vários séculos.
No século II a.C., Metímna cada vez mais buscou laços mais estreitos com o emergente poder da República Romana. Metímna permaneceu leal a Roma durante as Guerras macedônicas, e em 167 a.C., quando os romanos puniram a vizinha Antissa por deslealdade, foi recompensada com a transferência do territória de Antissa. O território de Metímna foi devastado pelo rei Prúsias II da Bitínia junto com várias outras cidades na região ca. 156 a.C., mas os romanos mais tarde obrigaram Prúsias a pagar reparações de 100 talentos pelo dano feito. Em 129 a.C., uma inscrição de Metímna mostra que a cidade formou uma aliança formal com Roma. Uma dedicatória à princesa gálata Adobogiona (fl. c. 80−50 a.C.), que foi a amante de Mitrídates VI do Ponto, um inimigo de longa data de Roma, pode indicar um esfriamento das relações entre Metímna e Roma ou simplesmente conveniência política.

### Período Romano
Metímna ganhou uma reputação particular entre os romanos para a viticultura durante o período imperial. Virgílio fala das vinhas de Metímna como as melhores e mais numerosas de Lesbos, enquanto Ovídio evoca-as como um exemplo de algo que é proverbialmente numeroso e abundante. O forte sabor característico do vinho metimnano é mencionado por Sílio Itálico, e Propércio usa isto como um ponto de referência quando descreve outro vinho grego. Quando Virgílio e Sílio quiseram indicar a qualidade excepcional do vinho falerniano, o vinho metimnano é citado entre os vintages que dizem que ele supera. Também sabemos por Horácio que as uvas metimnanas foram igualmente valorizadas pelo excelente vinagre que poderia ser produzido delas e ele descreve que o vinagre acompanha uma prato de enguia suntuoso. O escrito médico Galeno, que foi um nativo da vizinha Pérgamo, considerou todos os vinhos de Lesbos excelentes, mas classificou o de Metímna como o primeiro em qualidade, seguido pelo de Eresos em segundo e o de Mitilene em terceiro. Dáfnis e Cloé, um romance ambientado numa propriedade entre Metímna e Mitilene e possivelmente da autoria do aristocrata mitileno Longo, ressalta que a colheita das videiras é o período mais importante do ano agrícola, e que o proprietário mitileno desta localidade programou suas visitas anuais para coincidir com o fim da colheita, que é quando o lucro do ano pode ser estabelecido.

### Período Bizantino

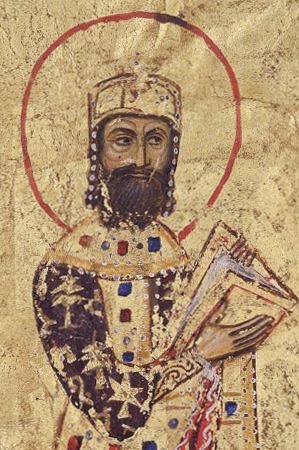
Iluminura de r..

O primeiro bispo atestado de Metímna foi Cristodoro em 520. Em 640, Metímna foi mencionada no Ecthesis, pseudograficamente atribuído a Epifânio de Salamis, como uma arquidiocese autocéfala, e em torno de 1084, foi feita uma sé metropolita sob Aleixo I Comneno (r. 1081–1118). A Quarta Cruzada provocou a conquista latina da ilha, de modo que a Igreja Católica manteve uma sé puramente titular em Metímna.[carece de fontes?]
Em 840, a cidade foi saqueada por árabes cretenses e muitos dos habitantes foram vendidos como escravos. As fortificações de Metímna foram fortalecidas após este ataque, e novamente no fim do século XI, como evidenciado em uma inscrição datada de 1084/1085. Poucos anos depois, em 1089/90, estas fortificações ajudaram os habitantes a repelir com sucesso um ataque do emir Tzacas de Esmirna. Estas fortificações novamente mantiveram Metímna segura quando o senhor genovês de Foceia, Domenico Cattaneo, capturou o resto de Lesbos em 1335; ele foi incapaz de tomar Metímna e a cidade igualmente bem-fortificada de Eresos. Junto com o resto de Lesbos, Metímna tornou-se uma possessão da família Gattelusio em 1355. Metímna repeliu uma força invasora turca em 1450, mas suas defesas foram superadas em uma segunda invasão em 1458, quando o almirante Ismaelos capturou a cidade com uma força de 150 navios. Usando Metímna como base, a ilha inteira foi gradualmente conquistada até setembro de 1462.[carece de fontes?]